# AirAsia Philippines
"Now Everyone Can Fly"
AirAsia Inc., opérant sous la bannière AirAsia Philippines (stylisée comme AirAsiaPhilippines) est une Compagnie aérienne à bas prix basée à l'Aéroport International Ninoy Aquino de Manille , aux Philippines. La compagnie aérienne est la filiale Philippine d'AirAsia, une compagnie à bas prix basée en Malaisie. La compagnie aérienne a commencé comme joint-venture entre trois Philippins investisseurs et AirAsia International Ltd, une filiale d'AirAsia Berhad.
Le groupe initial d'investisseurs philippins comprend: Antonio O. Cojuangco, Jr, ancien propriétaire d'Associated Broadcasting Company et propriétaire de Dream Satellite TV; Michael L. Romero, un promoteur immobilier; et Marianne Hontiveros, un ancien de l'industrie musicale de l'exécutif et animateur-télé. En 2013, un accord avec Zest Airways intègre Alfredo Yao de Zest-O Corporation en tant que nouvel associé.
Zest Airways a été rebaptisé AirAsia Zest et a fonctionné en parallèle comme une marque distincte de AirAsia jusqu'à sa fusion avec AirAsia Philippines en janvier 2016.

## Flotte
La flotte d'AirAsia Philippines comprend les appareils suivants (août 2016):

## Équipes de sport
- AirAsia Philippines Patriotes (ASEAN Ligue de Basket-ball, 2010-2012)
- AirAsia Vol Spikers (Philippines Super Liga, 2014)